# Laguna de Cayo Frances
Laguna de Cayo Frances är en lagun i Belize. Den ligger i distriktet Belize, i den nordöstra delen av landet, 130 km nordost om huvudstaden Belmopan.